# Elizabeth Wilford
Elizabeth Wilford, död 1559, var en engelsk köpman. Hon är känd som en av grundarna av Muscovy Company, som bildades 1555, och en av endast två kvinnor bland dess grundande medlemmar. 
Hon gifte sig 1529 med den förmögna köpmannen Nicholas Wilford i London. Hon blev änka 1551, och övertog därmed makens affärer. Hon importerade textilier och kläde från Nederländerna. 